# 孔雀蛱蝶

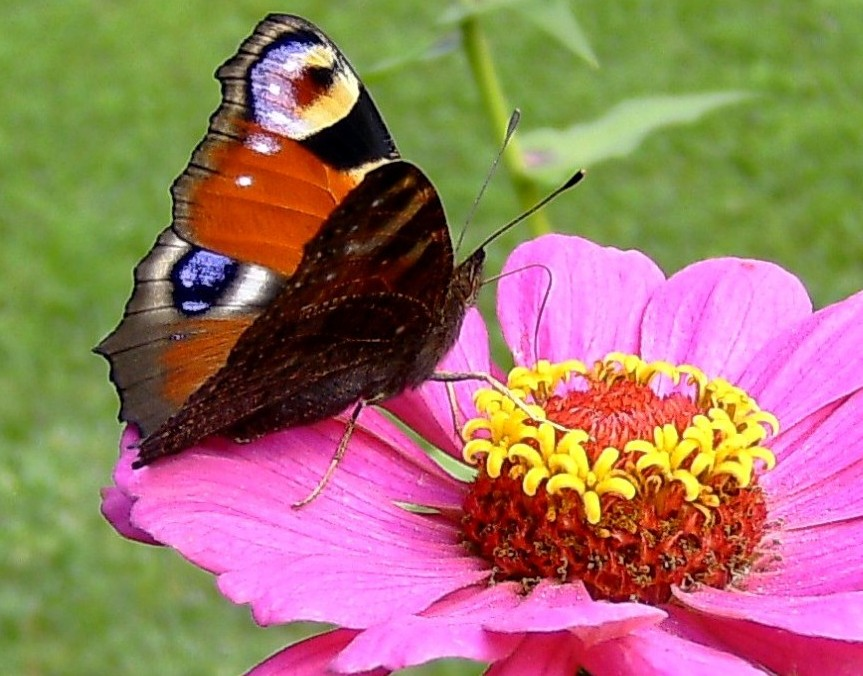

孔雀蛺蝶（学名：Aglais io）是一種色彩鮮艷的蝴蝶，分佈在歐洲及東至日本的亞洲溫帶。它們是孔雀蛺蝶屬下的唯一物種，學名取自希臘神話中的伊那科斯及其女兒伊俄。它們很易與非釉蛺蝶屬混淆，但兩者並非近親。它們很多會留在生活的地方，在建築物或樹中過冬。故它們會在初春時出現。

## 特徵
孔雀蛺蝶展翅闊5-5.5厘米。翅膀底色是銹紅色，翅端上有黑色、藍色及黃色的眼狀斑點。
毛蟲可以長達4.2厘米。

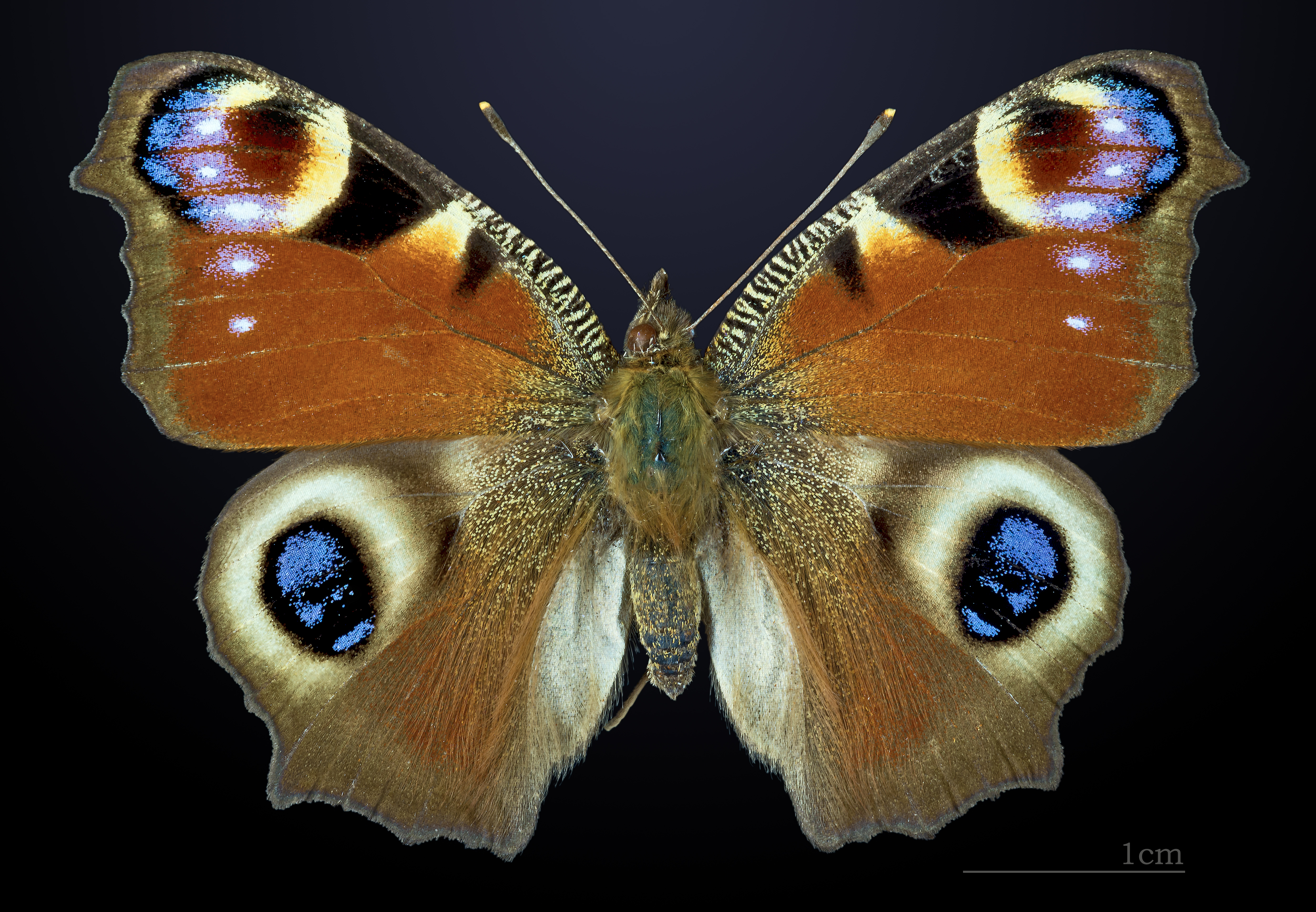
孔雀蛱蝶背部
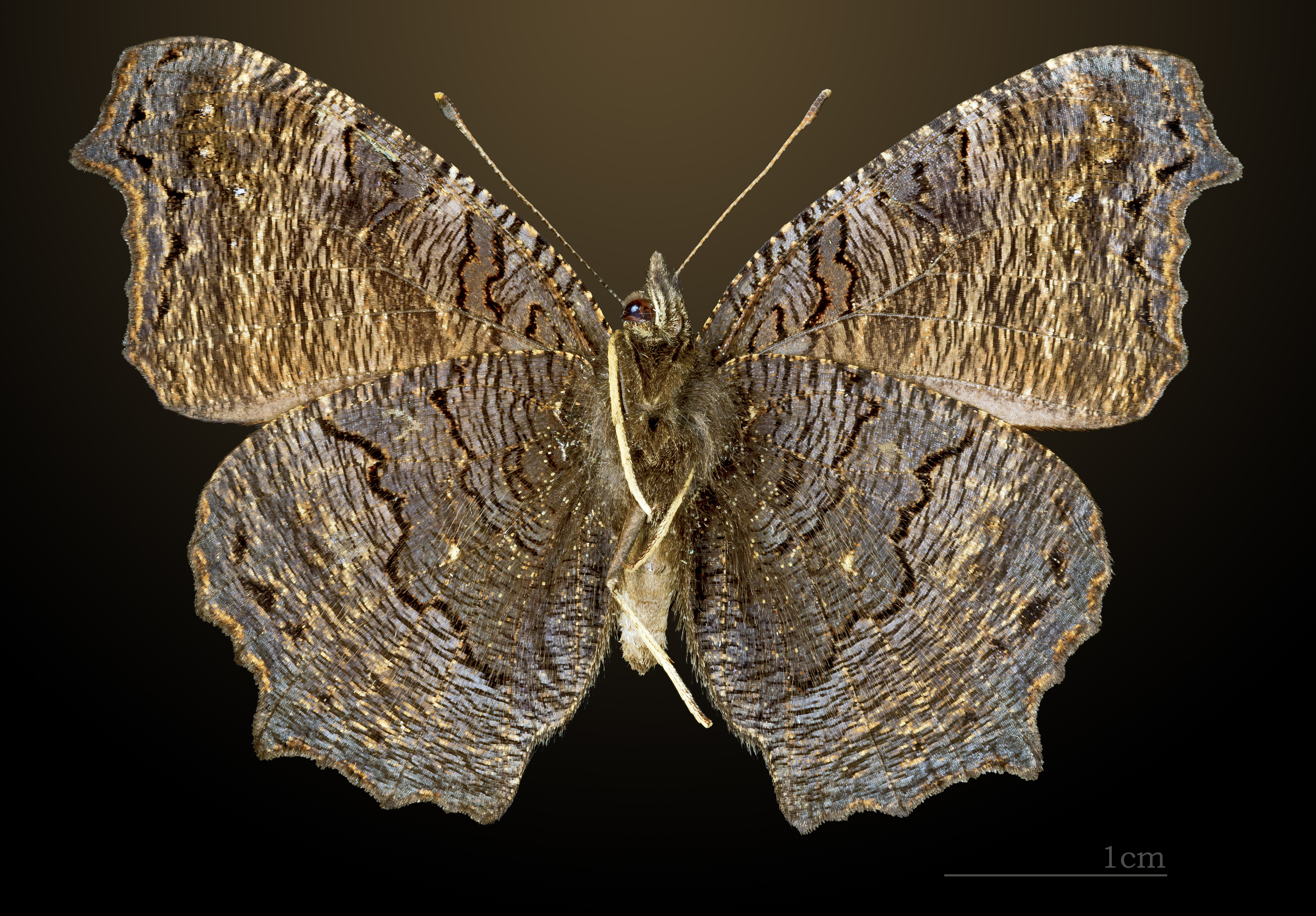
△ 孔雀蛱蝶腹部

## 繁殖及食物
孔雀蛺蝶過冬後會在初春產卵，一次可以產達500顆。毛蟲是光澤黑色的，每節上有六排棘及白點。毛蟲會在產卵後一星期孵化，主要吃蕁麻及葎草屬。
成蝶會吃多種花朵的花蜜，包括醉魚草屬、柳樹、蒲公英、墨角蘭、矮接骨木、大麻葉澤蘭及三葉草。它們也會吃樹汁及腐爛的果實。

## 棲息地
孔雀蛺蝶棲息在林地、農地、草坪、草地、公園及花園，由低地至海拔2500米不等。它們在歐洲是較為普遍的蝴蝶。